# أبسارا

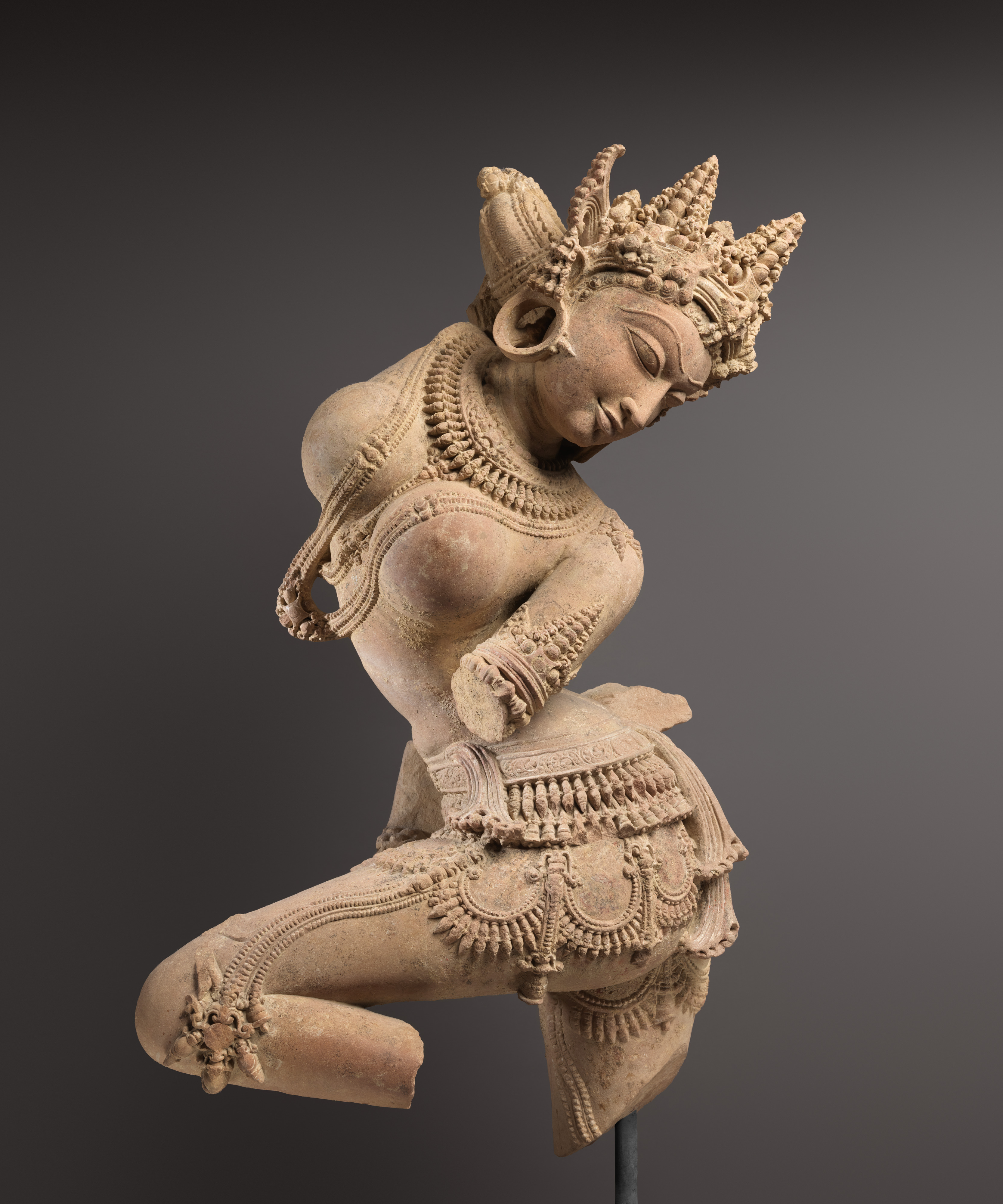
تمثال من الحجر الرملي من القرن الثاني عشر لأبسارا من ولاية ماديا براديش، الهند. متحف متروبوليتان للفنون

أبسارا أو أبسرا (بالسنسكريتية: अप्सरा)‏ هو نوع من الأرواح الأنثوية للسحب والمياه في الثقافة الهندوسية والبوذية. تظهر بشكل بارز في النحت والرقص والأدب والرسم للعديد من الثقافات الهندية وجنوب شرق آسيا. هناك نوعان من الأبسارا: لوكيكا (laukika) (دنيوي)، وديفكا (daivika) (إلهي). ومن أشهرها أورفاشي وميناكا ورامبا وتيلوتاما وغريتاتشي.

## روابط خارجية
- Chinese Apsaras depicted in Dunhuang Caves
- Comparison of Khmer Apsaras and Devata
- Costumes and Ornaments after the Devata of Angkor Wat by Sappho Marchal - Book review
- Indian Devata at Rajarani Temple in Orissa
- Japanese traditions of celestial maidens Tennin (apsara), Hiten (flying apsara), Tennyo (celestial maiden) & Karyobinga (bird body with angel head)
- Apsara Dance at Siem Reap, Cambodia
- Sanghyang Dedari, Balinese dance depicting bidadari (vidhyadari) celestial maiden